# Pamučika
Pamučika  (lat. Logfia), rod jednogodišnjeg raslinja iz porodice glavočika, dio podtribusa Antennariinae. Pripada mu izmewđu 4 i 9 vrsta u Europi, Sjevernoj Americi i Africi. Neke vrste mogu pripadati u Filago s. str.
U Hrvatskoj postoje dvije vrste,  galska i gorska pamučika . Logfia arvensis (L.) Holub (poljska pamučika) je sinonim za Filago arvensis.

## Vrste
1. Logfia clementei (Willk.) Holub
2. Logfia gallica (L.) Coss. & Germ.
3. Logfia heterantha (Raf.) Holub
4. Logfia minima (Sm.) Dumort.
5. Logfia ×intermedia (Holuby) Dostál

Možda u Filago
- Logfia arizonica (A.Gray) Holub
- Logfia californica (Nutt.) Holub
- Logfia depressa (A.Gray) Holub
- Logfia lojaconoi (Brullo) C.Brullo & Brullo
- Logfia neglecta (Soy.-Will.) Holub